# Moñitos
Moñitos ist eine Gemeinde (municipio) im Departamento Córdoba in Kolumbien.

## Geographie
Moñitos liegt im Norden von Córdoba an der Karibik. An die Gemeinde grenzen im Norden und Westen die Karibik, im Nordosten San Bernardo del Viento, im Osten Santa Cruz de Lorica und im Süden Puerto Escondido.

## Bevölkerung
Die Gemeinde Moñitos hat 29.117 Einwohner, von denen 7368 im städtischen Teil (cabecera municipal) der Gemeinde leben (Stand: 2019).